# LAAD Defence & Security
LAAD Defence & Security (англ. Latin America Aero & Defence) — международное выставочное мероприятие, посвящённое военным технологиям, вопросам безопасности общества и производства вооружений. Проводится раз в два года в Рио-де-Жанейро начиная с 1997 года  при активной поддержке государственных структур Бразилии. Включает в себя демонстрацию последних достижений в области разработки стрелкового оружия, боеприпасов, военной техники, экипировки и оборудования, а также — услуг и технологий для вооруженных сил, правоохранительных органов, спецслужб и отделов безопасности крупных корпораций и государственных учреждений. Помимо экспозиций в рамках выставочной программы предусмотрены также семинары и тематические конференции.
По информации сайта BusinessUSA выставка  LAAD Defence & Security считается крупнейшим демонстрационным событием на рынке вооружений стран Латиноамериканского региона.

## Динамика посещаемости выставки
- 2013 год: выставочные мероприятия на площадях экспозиционного комплекса «Riocentro» посетили свыше 30 тысяч человек; в них участвовало около 720 компаний и многочисленные официальные делегации из более чем 60 стран мира[1][3].

- 2011 год: количество посетивших выставку специалистов составило 25,8 тысяч, среди них: 63 делегации из 61 страны, 663 участника из 40 стран, при этом 10 стран представлялись впервые, а 21 страна организовала национальную экспозицию. Суммарная площадь 60000 кв. м.

- 2009 год: количество посетителей-специалистов составило 18,2 тысяч человек из 60 стран планеты, 235 официальных делегаций из 43 стран, 14 национальных павильонов, 336 экспонатов из 31 страны, в том числе 93 бразильских[3].

## Участники выставки
- Aimpoint AB[7]
- BAE Systems[7]
- Embraer[7]
- Israel Weapon Industries[1]
- Heckler & Koch[1]
- Rolls-Royce plc[7]
- Вертолёты России[8]
- Конструкторское бюро приборостроения (Тула)[9][1]
- Рособоронэкспорт[7][1]
- и т.д.